# Wiley Thompson
Pour les articles homonymes, voir Thompson.
Wiley Thompson (23 septembre 1781 – 28 décembre 1835) est un militaire et homme politique américain.
De 1821 à 1833, il sert au Congrès des États-Unis en tant que représentant pour la Géorgie. Il est ensuite nommé agent indien auprès des Séminoles pour mettre en œuvre la déportation de ces derniers hors de Floride. Pour cette raison, il est tué le 28 décembre 1835 près de Fort King par un groupe de Séminoles menés par le chef Osceola.